# Белорусское направление Московской железной дороги

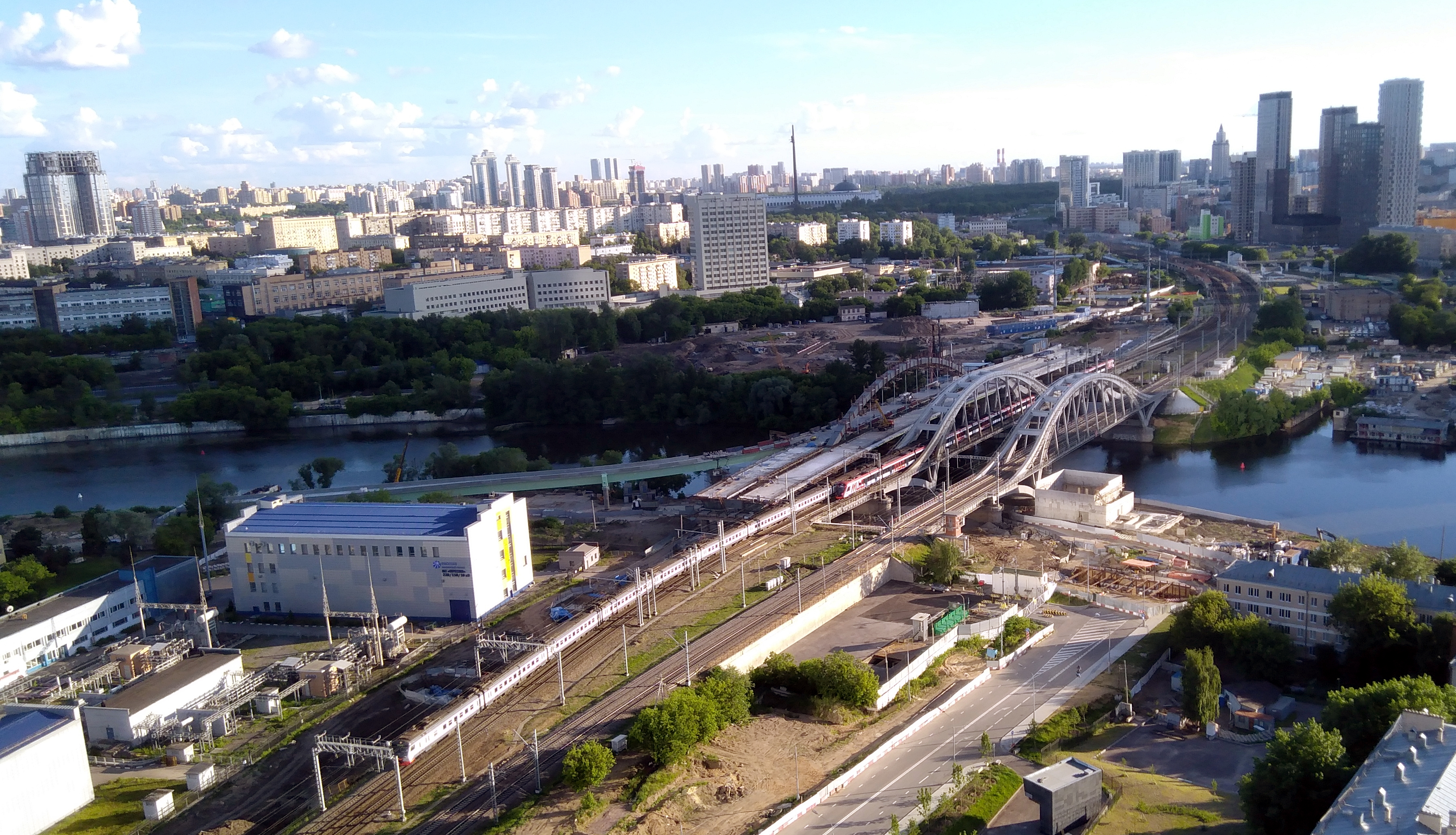
Белорусское направление МЖД, вид в сторону станции Фили

Белорусское направление Московской железной дороги (встречается также название «Смоленское направление») — железнодорожная линия от Москвы к Смоленску и далее до границы с Белоруссией (до станции Красное). Длина главного хода 490 км.
Линия административно относится к двум регионам Московской железной дороги: участок от Москвы до станции Можайск — к Московско-Смоленскому (центр — Москва-Пассажирская-Смоленская), участок от станции Бородино до границы с Белоруссией — к Смоленскому (центр — Смоленск).
Участок Москва-Пассажирская-Смоленская — Одинцово четырёхпутный, далее — двухпутный на всём протяжении. Все ответвления однопутные, за исключением участка Колодня — Ракитная, где обе параллельных линии двухпутные. Электрификация 2 пути линии Колодня — Ракитная со стороны Москвы начинается со ст. Колодня, а со стороны Смоленска — заканчивается на ст. Вагонное депо.
Участок от Белорусского вокзала до станции Бородино (включая Усовскую и Звенигородскую ветки) оборудован высокими пассажирскими платформами. На самой станции Бородино одна платформа высокая, другая низкая. Две высоких платформы также имеются на станции Смоленск, одна — на станции Вязьма. Большинство платформ на участке Вязьма — Красное укороченные. Единственная высокая укороченная платформа на Белорусском направлении — на станции Кунцево-2.

## История
Участок Москва — Смоленск был открыт в сентябре 1870 года, участок Смоленск — Брест — в ноябре 1871 года. При этом станция Смоленск была открыта ещё в 1868 году в составе участка Витебск — Рославль Орловско-Витебской железной дороги, обе линии в черте города были проложены параллельно.
В 1912 году в честь столетнего юбилея Отечественной войны 1812 года «Московско-Брестская железная дорога» получила название «Александровская железная дорога».
В 1918 году было открыто ответвление Дурово — Владимирский Тупик, в 1925 году — Голицыно — Звенигород, в 1927 году — Кунцево — Усово.
Электрификация началась в 1943 году напряжением 1,5 кВ (постоянный ток) с участка от Москвы до Кунцево, продлена:
- в 1944 году — до Сетуни,
- в 1947 году — до Одинцово,
- в 1949 году — до Голицыно, при этом уже электрифицированная линия переведена на напряжение 3 кВ,
- в 1950 году электрифицирована ветка на Звенигород,
- в 1957 году — ветка на Усово,
- в 1958 году — до Можайска,
- в 1959 году — до Бородина,
- в 1973 году — до Вязьмы.

Оставшийся участок до Красного (и далее до Минска) был электрифицирован переменным током напряжением 25 кВ в 1979 году.
В начале 2000-х годов была проведена реконструкция. Все остановочные пункты были оформлены единообразно: тёмно-зелёные таблички с белыми надписями, здания выкрашены в светло-зелёный. Исключением являются здания станций Бородино и Гагарин, они жёлтого цвета. В 2014 году на многих станциях были поставлены серые таблички с белыми надписями на русском и английском языках.

## Современное состояние
С 2017 года, ведётся строительство 3-го и 4-го главных путей и реконструкция существующих остановочных пунктов в рамках увеличения пропускной способности направления. Пробный поезд по новому третьему главному пути от Белорусского вокзала до Одинцово прошёл 10 августа 2018 года. Регулярное движение экспрессов без остановок со временем в пути 21 минута каждый час открыто с 21 декабря 2018 года.
27 мая 2019 года открыт остановочный пункт Инновационный центр Сколково. 1 августа 2019 года открыт четвёртый главный путь на участке Москва — Одинцово.
В ноябре 2019 года на базе существующих линий организована система городской электрички — Московские центральные диаметры, Участок Одинцово — Лобня стал D1. В 2020 году проведена реконструкция станции Одинцово со строительством двух тупиковых путей для поездов D1.

## Движение поездов
На 2025 год по линии следуют в основном пригородные поезда с Савёловского направления (беспересадочное сообщение до Бородина и Звенигорода) и от Белорусского вокзала (до Гагарина и Усово, а также экспрессы РЭКС); также по линии курсируют поезда дальнего следования в Смоленск, Калининград и города Беларуси (включая скоростные поезда «Ласточка»). До 2022 года по линии следовало большинство поездов дальнего следования в города Западной и Центральной Европы, (в частности, в Вильнюс, Варшаву, Берлин, Париж, Ниццу и Прагу), а также прицепные вагоны в Амстердам, Копенгаген, Осло и Стокгольм. В 2021 году, планировалось возобновить пассажирское движение до Риги по Белорусскому направлению.
На станции Кубинка I происходит пересадка на поезда, следующие по Большому кольцу МЖД в сторону Манихино и Поварово (на север) и в сторону Бекасово I и Детково (на юго-восток). До конца 1990-х годов работали «прямые» электропоезда с Белорусского вокзала до Бекасово I (на этой станции была отдельная третья платформа) и Акулово и обратно. Сначала они все были сокращены до Акулово, затем отменены совсем.
Самой дальней станцией, до которой ходят пригородные поезда от Москвы-Смоленской, является Гагарин. С 18 мая 2015 года по 7 марта 2024 года поезда ходили только до станции Бородино, а с лета 1994 года до конца 2012 года — до Вязьмы, в настоящее время пригородные поезда до этих станций ходят только от Можайска / Бородино / Гагарина. С 7 марта 2024 года возобновлено беспересадочное движение электричек Москва — Гагарин. Это решение принято накануне 90-летия со дня рождения первого космонавта Юрия Гагарина, отмечаемого 9 марта

## Пригородное сообщение

### Остановочные пункты
- 55 — общее количество

из них:
- 46 — главный ход
- 5 — ответвление Рабочий Посёлок — Усово
- 4 — ответвление Голицыно — Звенигород

из них:
- 8 — МЦД-1 (центральная зона, Тройка)
- 4 — МЦД-1 (пригородная зона, Тройка)
- 17 — (дальняя зона, Тройка)
- 26 — (за пределами зон, где доступна оплата Тройкой)

### Самые дальние беспересадочные маршруты пригородных электропоездов изМосквына главном ходу и ответвлениях
- Москва — Гагарин
- Москва — Усово
- Москва — Звенигород

### Отменённые маршруты
- Москва — Вязьма (сокращён до Гагарина)

### Закрытые остановочные пункты
- Трёхгорка

### Новые остановочные пункты
- Славянский Бульвар
- Сколково
- 109 км
- 147 км

### Переименованнные остановочные пункты
- Кунцево I — Кунцевская
- Инновационный центр Сколково — Сколково
- 109 км — Платовская
- 144 км — Корытово
- Школьная — Захарово

### Отменённые маршруты пригородных электропоездов изМосквыпоБМО
- Москва — Бекасово I

### Соединительная ветвь МЦД-1
- Белорусский вокзал — Савёловский вокзал

### Отменённые маршруты пригородных электропоездов посоединительной ветви
- Смоленское направление — Курское направление

### Закрытые остановочные пункты насоединительной ветви
- Москва-Станколит